# Kormoran łuskowany
Kormoran łuskowany (Leucocarbo colensoi) – gatunek dużego ptaka z rodziny kormoranów (Phalacrocoracidae). Endemit nowozelandzkich Wysp Auckland, jest narażony na wyginięcie.

## Występowanie
Jest endemitem Nowej Zelandii. Występuje wyłącznie na Wyspach Auckland.

## Systematyka
Nie wyróżnia się podgatunków. Dawniej kormoran łuskowany często uznawany był za podgatunek kormorana czarnoszyjego (Leucocarbo campbelli), a czasami za podgatunek kormorana szorstkodziobego (L. carunculatus).

## Charakterystyka

### Morfologia
Osiąga masę około 2 kg i mierzy 63 cm długości; rozpiętość skrzydeł wynosi 105 cm. Ma białe pióra na spodzie ciała i większości przedniej części szyi oraz czarne pióra na grzbiecie. Jego czarna głowa i szyja mają zielononiebieski metaliczny połysk. Ma także białe akcenty na czarnych skrzydłach. Mają także czerwoną nagą skórę twarzy wokół oczu oraz jasnoróżowe nogi i stopy. Obie płcie są do siebie podobne, ale samce są nieco większe od samic.

### Dieta
Są drapieżnikami. Żywią się małymi rybami, kalmarami, jeżowcami, morskimi ślimakami oraz ośmiornicami (Octopus). Polują na nie, nurkując do dna.

### Rozmnażanie
Ptaki te gniazdują w koloniach na szczytach klifów, półkach skalnych i we wnękach, często pod nawisem skalnym lub drzewami stanowiącymi ochronę przed drapieżnymi wydrzykami. Jaja są składane od listopada do lutego. Gniazdo to duża, spłaszczona miska zbudowana z gałązek, kępek traw, wodorostów i guana. Samica składa zwykle 3 jaja, które mają 62 mm długości oraz 39 mm szerokości i są jasnoniebieskie. Wysiadywaniem zajmują się na zmianę samiec i samica przez około 28 dni. Opieką nad pisklętami również zajmują się oboje rodzice.

## Status
W Czerwonej księdze gatunków zagrożonych IUCN kormoran łuskowany jest klasyfikowany jako gatunek narażony na wyginięcie (VU, Vulnerable). W 2012 roku szacowano liczebność populacji na około 3000 dorosłych osobników. Po wyeliminowaniu na wyspach większości zdziczałych zwierząt hodowlanych (np. kóz czy bydła) trend liczebności oceniany jest jako stabilny.